# Ashnakkum
Ašnakkum of Ashnakkum was een plaats in de Mesopotamische Oudheid, die geïdentificeerd is met de archeologische vindplaats Tell Chagar Bazar ( تل شاغربازار) in het noordoosten van Syrië. De vindplaats ligt aan het riviertje Dara dat in de Khabur uitmondt. 
De plaats werd bewoond van het zesde tot het tweede millennium v.Chr. en staat bekend om de kleitabletten uit de tijd van Zimri-Lim, die Yasmah-Adad van de troon van Mari stiet. De plaats speelde toen een rol in de politieke verwikkelingen van deze vorst in het Khabur-gebied.
De eerste opgravingen werden er door Mallowan ondernomen in de jaren 1935-37. Deze leverden kleitabletten op die vooral over landbouw en graan handelden met dateringen gebaseerd op het Assyrische eponiemensysteem.
Latere vondsten laten zien dat Yasmah-Adad, de (onder)koning van Mari, er een inspectiebezoek bracht.